# Lago di Ganna
Il lago di Ganna è un lago italiano, ora riserva faunistica, situato nel territorio della Lombardia, in provincia di Varese, a un'altitudine di 452 metri s.l.m., con una profondità massima di 3 metri, ed un bacino complessivo di 0,07 km². Fa parte della Riserva naturale Lago di Ganna

## Geografia
Posto nel comune di Valganna, affiancato dalla strada statale Varesina (SS 233), ha come affluente sotterraneo il torrente Margorabbia, che diviene emissario per poi sfociare, sempre sotterraneamente, nell'adiacente lago di Ghirla. È interamente compreso nella frazione di Ganna.

## Storia
Dal 1984 il lago di Ganna è diventato una riserva naturale orientata.

## Clima
Situato in una valle prealpina, il clima è continentale, con punte minime di -10° in inverno e raramente superiori ai 30° in estate.

## Flora
Circondato da canneti di Phragmites, la superficie è coperta da ninfee, castagne d'acqua e lenticchie d'acqua, cresciute spontaneamente, mentre sulla sponda crescono salici e ontani.

## Fauna
Ricca la presenza nelle acque di lucci e tinche, mentre sulle sponde si individuano uccelli quali il germano reale e il migliarino di palude.